# Даньба
30°52′46″ пн. ш. 101°52′56″ сх. д. / 30.87953° пн. ш. 101.88214° сх. д.
Даньба (кит. спр. 丹巴, піньїнь: Dānbā) або Ронгжаг (тиб. རོང་བྲག་.) — повіт Гарцзе-Тибетської автономної префектури у провінції Сичуань (КНР). Адміністративним центром повіту є селище Чжангу (章谷镇).

## Географія
Даньба лежить у долині Дадухе на сході Гендуаншаню (гори Дасюешань).

### Клімат
Повіт знаходиться у зоні, котра характеризується океанічним кліматом субтропічних нагір'їв. Найтепліший місяць — серпень із середньою температурою 22,2 °C. Найхолодніший місяць — січень, із середньою температурою 4,8 °С.
| Клімат повіту Даньба                               | Клімат повіту Даньба | Клімат повіту Даньба | Клімат повіту Даньба | Клімат повіту Даньба | Клімат повіту Даньба | Клімат повіту Даньба | Клімат повіту Даньба | Клімат повіту Даньба | Клімат повіту Даньба | Клімат повіту Даньба | Клімат повіту Даньба | Клімат повіту Даньба | Клімат повіту Даньба |
| Показник                                           | Січ.                 | Лют.                 | Бер.                 | Квіт.                | Трав.                | Черв.                | Лип.                 | Серп.                | Вер.                 | Жовт.                | Лист.                | Груд.                | Рік                  |
| Середній максимум, °C                              | 11,5                 | 16,5                 | 20,2                 | 24,3                 | 26,5                 | 27,3                 | 29,1                 | 29,5                 | 25,8                 | 21,2                 | 17                   | 11,9                 | 21,7                 |
| Середня температура, °C                            | 4,8                  | 8,2                  | 12,3                 | 16,1                 | 18,7                 | 20,2                 | 21,9                 | 22,2                 | 19,1                 | 14,8                 | 9,8                  | 5,3                  | 14,5                 |
| Середній мінімум, °C                               | −0,9                 | 2,2                  | 6,3                  | 9,9                  | 12,9                 | 15,3                 | 17,1                 | 17,2                 | 14,6                 | 10,3                 | 4,4                  | −0,3                 | 9,1                  |
| Норма опадів, мм                                   | 0.8                  | 2                    | 14.5                 | 45.4                 | 86.8                 | 136.3                | 106.5                | 86.1                 | 103.4                | 48.8                 | 6.6                  | 1                    | 638.2                |
| Вологість повітря, %                               | 43                   | 40                   | 41                   | 46                   | 53                   | 65                   | 66                   | 61                   | 66                   | 62                   | 54                   | 48                   | 54                   |
| -------------------------------------------------- | -------------------- | -------------------- | -------------------- | -------------------- | -------------------- | -------------------- | -------------------- | -------------------- | -------------------- | -------------------- | -------------------- | -------------------- | -------------------- |
| Джерело: Дані метеостанції №56263 (КНР, 1991-2020) |                      |                      |                      |                      |                      |                      |                      |                      |                      |                      |                      |                      |                      |

## Історія
Повіт був утворений в 1913 році. У 1939 році була створена  провінція Сікан і повіт увійшов до її складу. У квітні 1950 року в складі провінції Сікан був утворений Спеціальний район Кандін (康定 专区), і повіт увійшов до його складу; в грудні 1950 року Спеціальний район Кандін перейменований в Тибетський автономний район провінції Сікан (西康省 藏族 自治区). У 1955 році провінція Сікан розформована, і район переданий до складу провінції Сичуань; так як в провінції Сичуань вже був Тибетський автономний район, то колишній Тибетський автономний район провінції Сікан змінив назву на Гарцзе-Тибетський.